# Helicteres integrifolia
Helicteres integrifolia är en malvaväxtart. Helicteres integrifolia ingår i släktet Helicteres och familjen malvaväxter.

## Underarter
Arten delas in i följande underarter:
- H. i. dentata
- H. i. integrifolia